# Justin Haber
Justin Haber (* 9. Juni 1981 in Floriana) ist ein maltesischer Fußballspieler.
Justin Haber begann seine Karriere in Bulgarien bei Dobrudscha Dobritsch. Mit seinen 16 Jahren wurde er dort dreimal eingesetzt. 1998 wechselte er zu seinen Heimatverein FC Floriana. Hier wurde er in fünf Jahren nur 23-mal eingesetzt. Im Juli 2002 kaufte ihn der maltesische Verein FC Birkirkara. Hier war er von Anfang an Stammtorwart und spielte fast jedes Spiel. Nach drei Jahren beim FC Birkirkara wechselte er anschließend zu US Quevilly in die vierthöchste Liga von Frankreich. Dort konnte er sich nicht etablieren und wurde ein Jahr danach nach Belgien zum Zweitligisten Excelsior Virton verkauft. Auch in Belgien war er nicht gut genug und wurde nach nur fünf Einsätzen zurück nach Malta geschickt. Beim FC Marsaxlokk wurde er wieder Stammtorhüter, aber er verletzte sich. Im Juli 2007 wurde er an den griechischen Zweitligisten AO Chaidari verliehen.
Im Sommer 2008 wechselte Haber zu Sheffield United nach England, kam aber nicht zum Einsatz. Im Sommer 2009 verpflichtete ihn der ungarische Erstligist Ferencváros Budapest. Dort kam er in der Saison 2009/10 als Stellvertreter von Balázs Megyeri auf zwei Einsätze. Nach dessen Weggang im Sommer 2010 wurde er als Nummer zwei hinter dem neu verpflichteten Marko Ranilović zehnmal eingesetzt. Im Sommer 2011 wechselte er zu AO Kerkyra in die griechische Super League. Dort konnte er sich nicht durchsetzen.
Im Sommer 2012 kehrte Haber nach Malta zurück und schloss sich dem FC Mosta an. Hier hatte er wieder seinen Stammplatz zwischen den Pfosten. Im Januar 2013 wechselte er erneut zum FC Birkirkara, mit dem er in der Saison 2012/13 die Meisterschaft gewinnen konnte. Auch in den folgenden Jahren hatte er einen festen Platz im Team. Anfang 2016 verließ er den Klub zu Ligakonkurrent Hibernians Paola, ehe er im August 2016 zum FC Floriana zurückkehrte. Seit Sommer 2017 spielt er für Gżira United. Dort kämpfte er in der Saison 2017/18 mit Anthony Curmi um den Platz im Tor.

## Nationalmannschaft
Haber spielte schon 54-mal für die maltesische Nationalmannschaft.

## Erfolge
- Maltesischer Pokalsieger: 2003, 2005, 2015 (jeweils mit FC Birkirkara), 2017 (mit FC Floriana)
- Maltesischer Supercupsieger: 2002, 2003 (jeweils mit Birkirkara FC)
- Maltesischer Meister: 2007 (mit FC Marsaxlokk), 2013 (mit FC Birkirkara)